# ヴァスルイ県
| 紋章 ヴァスルイ県の位置 |                     |
| 地域                    | 北東地域            |
| 歴史的な地域            | モルダヴィア        |
| 県都                    | ヴァスルイ          |
| 面積                    | 5,318km²            |
| 人口                    | 374,700人（2021年） |
| 人口密度                | 70人/km²            |
| ISO 3166-2              | RO-VS               |

ヴァスルイ県（ヴァスルイけん、Judeţul Vaslui）は、ルーマニアのモルダヴィア地方の県。県都はヴァスルイ。
人口は374,700人（2021年国勢調査）。民族構成はルーマニア人が317,508人、ロマ人が5,267人など。

## 地理
東はプルト川を挟んでモルドバのカンテミール県、カフル県に接している。西はネアムツ県、バカウ県、ヴランチャ県、北はヤシ県、南はガラツィ県に接する。
地形は平地で、プルト川、ブルラド川、シレト川が流れる。

## 経済
共産党政権時代に、ヴァスルイ県は工業化が大きく進んだ。大規模なコンビナートが建設されたが、1990年代に破綻した。今日では、おもな産業は農業と都市部の工業である。機械部品、化学、食品、繊維などがある。

## 行政区画
県は3つの都市、2つの町、81の基礎自治体からなる。

### 主な都市
- ヴァスルイ（約7万1千人）
- ブルラド（約7万1千人）
- フーシ（約2万9千人）

## 出身有名人
- アレクサンドル・ヨアン・クザ - ルーマニア公
- ディミトリエ・カンテミール - モルダヴィア公
- ゲオルゲ・ゲオルギュ＝デジ - ルーマニア共産党書記長
- バシル・バラン - ラグビー選手